# ハンガリー社会党
ハンガリー社会党（ハンガリーしゃかいとう、ハンガリー語:Magyar Szocialista Párt、MSZP）は、ハンガリーの社会民主主義政党。旧ハンガリー社会主義労働者党の法的後継政党。社会主義インターナショナルに加盟。1990年の体制転換以降初の国会選挙以来、1994年、2002年、2006年の3度にわたり選挙に勝利し、連立によって与党となったこともある。

## 沿革

### 社会党結成
ポーランドの民主化を追いかける形で、ハンガリーでも1987年に民主化運動が始まり、1988年秋以降、多くの政党が結成・復活し、事実上複数政党化した。複数政党化を渋るグロース・カーロイ書記長らの共産党（正式にはハンガリー社会主義労働者党）幹部に対し、改革派のポジュガイ・イムレ政治局員らが民主化・社会主義労働者党内部の改革推進を主張、1989年2月に社会主義労働者党は複数政党化を正式に認めた。10月には党大会を開催し、一党独裁制を放棄し、党名をハンガリー社会党に変更したが、指導部となる幹部会人事をめぐっては、議会制民主主義に沿った社会民主主義政党化を目指す「改革サークル」と、共産主義時代の権益を可能な限り存続させることを願う保守・中間派の「人民民主派」が激しく対立した。党首には1968年からのハンガリー経済改革の父といわれたニェルシュ・レジェーが就任した。
社会党への改組自体にも反対した保守・中間派の一部は、ハンガリー社会主義労働者党が存続していると主張し、そのままの党名で1990年の総選挙にも臨んだが、以降一度も国会に議席は得られていない。
1990年に行われた事実上45年ぶりの自由選挙では第4党にとどまり、政権を離れ、ニェルシュ党首は体制転換期に外相をつとめたホルン・ジュラに党首の座を譲った。選挙での敗北後、体制転換の立役者であったポジュガイ（社会党の元大統領候補となっていた）、ネーメト・ミクローシュ元首相らの要人が離党した。体制転換によって権益を喪失することを恐れた旧共産党・政府関係者、国営企業幹部の多くは、経済界へ転向した。選挙敗北後に行われた党大会で社会民主主義政党としての方向付けが明確となり、その後改革派と中間・保守派との対立も徐々に解消されていった。

### 1994年選挙での勝利
1990年選挙に勝利した右派ハンガリー民主フォーラム（以下、民主フォーラム）などの連立政権は、計画経済から市場経済への移行による経済・社会の混乱などで支持を失い、社会党は1994年の総選挙を前に国民の支持を回復した。民主フォーラム連立政権は、ホルン党首が1956年のハンガリー動乱で蜂起した民衆を逮捕する官憲であった過去を強調して社会党の支持増加を阻止しようとしたが、結局1994年の国会選挙で社会党が過半数の議席を得て大勝し、政権に復帰、ホルン党首が首相に就任した。
社会党は、体制転換期は強い反共主義を掲げて青年民主同盟と協力関係にあった、リベラル・社会自由主義政党の自由民主同盟（SZDSZ）に連立を呼びかけ、自由民主同盟が反共主義（反・社会党）に決別して政権参加を受け入れたことで、重要法案の採決を可能とする国会議席の3分の2以上を獲得して、4年間にわたって安定した政権運営を行った。急激な民営化や外資導入には慎重であった前・民主フォーラム政権と異なり、大幅かつ強力な民営化・外資導入を推進したが、その過程では民営化にまつわる与党関係者の巨額収賄事件が相次いで生じ、経済界要人などを狙った爆弾事件が多発するなど治安の更なる悪化を招いた。また膨張した財政赤字の改善のため、ボクロシュ財務相が緊縮政策を行ったが、財政赤字の改善は、皮肉にも後のフィデス＝ハンガリー市民党（以下、フィデス）政権時代にも続く安定的経済成長の基礎を作った。

### 1998年選挙での敗退以後
しかし1998年の選挙では、社会党政権の急激な民営化・外資導入優先の市場経済政策への反感もあり、大方の予想に反して、若い首相候補オルバーン・ヴィクトル党首を擁する右派政党のフィデスに敗退した。この敗北を受けてホルンは党首を辞任、コヴァーチ・ラースロー元外相に党首を譲った。
2002年の議会選挙では、ホルン政権下で財務相をつとめたメッジェシ・ペーテルを首相候補とし、最低賃金額の引き上げ、公務員給与の引き上げなどポピュリスト的選挙公約により国民の支持を得て、僅差でフィデスに勝利し政権に復帰した。メッジェシ社会党政権は、当初は高い支持率を誇り、2004年には体制転換以来の国家的悲願であったEU加盟を実現した。しかし政権は明確な政策を欠き、選挙公約の結果生じた大規模な財政赤字によって、懸案であるユーロ導入の見通しが先送りとなった。2003年夏以降、社会党は大幅に支持を低下させ、2004年春の欧州議会選挙では野党フィデスに敗北した。この敗北後、党首はコヴァーチからヒッレル・イシュトヴァーンに交代した。2004年夏には内閣改造をめぐって連立相手の自由民主同盟からの不信任表明を受け、メッジェシ首相は、自らの戦略顧問や閣内で青年スポーツ大臣もつとめていた裕福な実業家ジュルチャーニ・フェレンツ首相にとって代わられた。
地方党組織の強い支持を受けて首相に就任したジュルチャーニは、謎とされる体制転換後の富裕化疑惑、相次ぐ失言やワンマン的言動などで、右派はもちろん、社会党内の一部からも批判を受けていたが、強力な政治的手腕によって弱体化していた国民からの社会党への支持を回復し、国の経済実績数値を美化して国民に発表する手法も手伝って、2006年の議会選挙に勝利した。

### 支持率低下と2010年総選挙での大敗
しかし選挙での勝利後、ジュルチャーニ首相は選挙公約に反して大幅な緊縮政策を相次いで発表、社会党の人気は一挙に低迷した。国民の不満がくすぶる中、2004年の首相就任以降、虚偽の経済実績数値発表を行っていた事実を語った発言が2006年9月に暴露され、9月からハンガリー動乱50周年である10月23日にかけ、大規模なジュルチャーニ首相辞任要求・反社会党の暴動・抗議デモが発生した。9月に行われた地方自治体選挙では野党フィデスに敗北し、国民から大きく支持を失った。
右派からの批判に対し、ジュルチャーニ首相は、財政赤字の建て直しなど諸改革推進の必要性を訴えて、辞任要求を断固として拒否したが、2009年3月に行われた党大会の場で首相を辞任する旨を表明（後任首相はバイナイ・ゴルドン国家開発・経済相）、党首の座も退いた。しかし党勢低下は止まらず、地方選挙や補欠選挙で相次いで敗北、2010年4月の総選挙ではフィデスに大敗を喫して議席を大幅に減らし、下野した。選挙後の7月、メシュテルハージ・アティッラ国会議員団長を党首とする新執行部を選出した。10月に行われた統一地方選挙でも首都ブダペスト市長選挙でフィデス候補が社会党候補に大差で圧勝するなど、敗北、選挙後にはスィリ元国会議長が離党、新党「社会同盟」に参加した。
11月2日、与党フィデス議員が提出した、左派メディアが支配的な状況を是正しようとする「メディア法」が賛成多数で可決、またフィデスが憲法裁判所の権限を縮小する憲法改正発議を行う意向を示したことに対し、野党や市民による抗議集会が行われ、社会党もメシュテルハージ党首やジュルチャーニ元首相らが参加して集会を行った。

### 党分裂
2011年9月に入り、社会党の刷新を要求するジュルチャーニ元首相ら党内会派「民主連合」とメシュテルハージ党首など社会党執行部の対立が表面化した。同月26日に党内会派による会合が持たれ、オルバーン首相政権交代や党内改革など4項目からなる共同宣言に署名したが、民主同盟は署名せず党内対立は解消されなかった。
10月22日、ジュルチャーニ元首相ら10名が離党し、新党「民主連合」の結成を表明、11月6日に民主党を改編する形で正式に発足したことで、社会党は分裂した。
2013年8月、メシュテルハージーはE2014-PM（「共に2014年」「ハンガリーのための対話」選挙連合）代表であるバイナイ前首相との会談で、翌14年に予定されている総選挙において統一候補を小選挙区で擁立する方針で合意した。そして翌2014年1月にはE2014-PMに加え民主連合や自由党も加えた中道左派連合（首相候補はMSZP党首のメシュテルハージー）を結成することで各党間の合意が成立し、同年4月に行われた総選挙に挑んだが、連合全体で199議席中38議席（小選挙区10＋比例代表28）に留まり政権奪回は果たせなかった。総選挙翌月の5月に行われた欧州議会議員選挙では社会党単独で挑んだが、11%の得票に留まって現行の4議席から2議席に減らして極右政党であるヨッビクに次ぐ第三党に後退した。選挙後の5月29日、メシュテルハージーは総選挙と欧州議会議員選挙における敗北の責任を取って党首と国会議員団長の職を辞する意向を表明。翌30日の党会合で7月19日に新党首を選出と新たな党指導部を構成することを決定。7月19日の臨時党会合で党の暫定国会議員団長を務めていたトービアーシュ・ヨージェフを新党首に選出、5月末以降から臨時党首を務めていたボトカ・ラースローは党評議会議長に選出された。
2016年6月25日に開催された党大会では、元国会議員でブダペストの第11区長などを務めたモルナール・ジュラが新たに党首に選出された。
2018年4月8日に行われた総選挙では、前回より得票数、議席数共に大幅に減らし、ヨッビクに次ぐ議会第三党に後退した。

## 支持層・政策
社会党は、社会主義時代の旧共産党の政策を支持する労働者層や、体制転換の混乱期に元共産党・政府・国営企業幹部などの地位についていた者が転向し富裕化した経済界幹部、体制転換以降も社会党への強い支持を論調とする元共産党機関紙「人民の自由」紙、元共産党労働組合機関紙「人民の声」紙、ホルン政権下で放映を開始した商業テレビ局などのメディアから強い支持を受けている。
同党への国民の間での支持は、50歳以上の高年齢層、首都ブダペスト市や地方県の政令指定都市で強い。特にボルショド県、ヘヴェシュ県、コマーロム・エステルゴム県、バラニャ県、ソルノク県など、社会主義時代に発展した旧炭鉱都市・重工業地域において強い基盤を有する。
ハンガリー社会党は、労働者・年金生活者・貧困層への配慮を怠らない社会主義・社会民主主義と共に、経済界からの強い支持も反映し、右派政党に対抗し、強力な外資導入・基幹産業民営化などの市場経済化推進を党の政策としている。
旧ハンガリー社会主義労働者党時代から続く伝統として、党内に複数の派閥の存在が認められており、社会主義、社会民主主義、リベラル社会主義、民族社会主義、改革共産主義など、複数の潮流が存在している。

## 党首
- ニェルシュ・レジェー（1989年-1990年）
- ホルン・ジュラ（1990年-1998年）
- コヴァーチ・ラースロー（1998年-2004年）
- ヒッレル・イシュトヴァーン（2004年-2007年）
- ジュルチャーニ・フェレンツ（2007年-2009年）
- レンドヴァイ・イルディコー（2009年-2010年）
- メシュテルハージ・アティッラ（2010年-2014年5月）
- ボトカ・ラースロー（2014年5月-7月）セゲド市の市長も兼務、7月に新党首が選出されるまでの臨時党首を務めた。
- トービアーシュ・ヨージェフ（2014年8月-2016年）党の暫定国会議員団長を務めていた。
- モルナール・ジュラ（2016年-2018年）
- トート・ベルタラン（2018年-2022年）
- クンハルミ・アーグネシュ（2020年-）
- コミャーティ・イムレ（2022年-）

2020年以降、共同党首制を採用している。

## 主要選挙における党勢推移

### 国民議会選挙
| 選挙       | 得票数    | 得票率 | 議席数    | 備考                                                                   |
| ---------- | --------- | ------ | --------- | ---------------------------------------------------------------------- |
| 1990年選挙 | 535,064   | 10.89% | 33 / 386  |                                                                        |
| 1994年選挙 | 1,781,504 | 32.99% | 209 / 386 |                                                                        |
| 1998年選挙 | 1,497,231 | 32.92% | 134 / 386 |                                                                        |
| 2002年選挙 | 2,361,997 | 42.05% | 178 / 386 | 小選挙区においてSZDSZと選挙協力                                        |
| 2006年選挙 | 2,336,705 | 43.21% | 186 / 386 | 小選挙区においてSZDSZと選挙協力                                        |
| 2010年選挙 | 990,428   | 19.30% | 59 / 386  |                                                                        |
| 2014年選挙 | 1,290,806 | 25.57% | 38 / 199  | 中道左派の政党連合（他に民主連合やE2014-PMが参加）として選挙に参加     |
| 2018年選挙 | 682,701   | 11.91% | 20 / 199  | 中道左派の政党連合（他にハンガリーのための対話が参加）として選挙に参加 |

### 欧州議会選挙
| 選挙       | 得票数    | 得票率 | 議席数 |
| ---------- | --------- | ------ | ------ |
| 2004年選挙 | 1,054,921 | 34.30% | 9 / 24 |
| 2009年選挙 | 503,140   | 17.37% | 4 / 22 |
| 2014年選挙 | 252,751   | 10.9 % | 2 / 21 |
| 2019年選挙 | 229,551   | 6.61%  | 1 / 21 |

出典：“中東欧・旧ソ連諸国の選挙データ「ハンガリー」選挙結果”